# Abrams Battle Tank
Abrams Battle Tank (ou M1 Abrams Battle Tank pour la version de Sega) est un jeu vidéo de simulation de char M1 Abrams développé par Dynamix et publié en 1988 sur PC. Un portage du jeu sur  Mega Drive est ensuite développé par Realtime Games Software et publié par Sega en 1991. Par l’intermédiaire du clavier ou d’un joystick, le joueur y commande un char M1 Abrams et son équipage, composé d’un tireur, d’un conducteur, d’un préposé au rechargement des canons et d’un commandant. Le jeu propose huit missions individuelles et une campagne ayant pour cadre une troisième guerre mondiale hypothétique. Au cours de ces missions, le joueur affrontent une quinzaine de véhicules de combats soviétiques différents. Outre les combats, il doit notamment gérer son stock de carburant et de munitions.

## Système de jeu
la simulation représente les quatre positions de l'équipage et soit annoncée comme une simulation, le gameplay n'est pas vraiment réaliste ; les missions ressemblent à celles d'un jeu d'arcade avec une séquence fixe d'actions à effectuer. Le joueur dirige un tank en Allemagne de l'Ouest pour protéger le pays d'une attaque soviétique. Pour tirer, il suffit de choisir le type de missile à utiliser (il y en a trois, chacun a son utilité), de sélectionner sa cible avec 'ENTREE' et de tirer avec 'ESPACE'. Certaines missions se déroulent de nuit, il faut alors activer la vision infrarouge (touche 'T').

## Accueil
| Abrams Battle Tank |      |       |
| Média              | Nat. | Notes |
| Dragon Magazine    | US   | 3/5   |
| Gen4               | FR   | 85 %  |
| The One            | US   | 75 %  |